# Dasydytes goniathrix
Dasydytes goniathrix är en djurart som tillhör fylumet bukhårsdjur, och som beskrevs av Gosse 1851. Dasydytes goniathrix ingår i släktet Dasydytes och familjen Dasydytidae. Inga underarter finns listade i Catalogue of Life.